# Inetum
 (avril 2022).
Inetum est une entreprise de services du numérique française (ESN) créée en 1970 détenue par la société d'investissement américaine Bain Capital.
En 2025, la filiale Inetum Software devient une entité indépendante d'Inetum, nommée Nexpublica. À la suite de cette scision, Inetum poursuit ses activités dans le conseil et les services numériques, tandis que Nexpublica se concentre sur l’édition de logiciels destinés au secteur public et privé. 

## Création
L'entreprise est créée en 1970 sous le nom de GFI, pour « Groupe Français d'Informatique ». 

## Aquisitions d'entreprises
En 2002, Gfi acquiert OiS, une entreprise italienne. En 2002, Gfi tente d'acquérir Thales IS, annoncée en mai, l'opération avortera à l'automne à la suite de l'explosion de la bulle internet, l'effondrement de l'action Gfi et l'opposition des salariés. THALES IS est devenu THALES Services et a réalisé près de 1000 recrutements en 2007.
En 2007, Gfi acquiert Groupe BTD, une entreprise française. Gfi fait l'objet d'une OPA lancée par Fujitsu qui n'aboutit pas. Il était question d'un rapprochement avec Bull pour la contrer. À la suite de cette tentative d'OPA, ITEFIN participations et Boussard et Gavaudan sont devenus les actionnaires principaux de Gfi Informatique.
En 2009, Gfi acquiert Forstum Business Solutions, une entreprise canadienne.
En 2010, Gfi cède ses activités allemandes (Gfi Informatik et ses filiales) à Vision IT Group et des activités italiennes à Solgenia Group, ainsi que l'activité Gfi Monétique (Gfi Monetic) en France à GALITT.
En 2011, Gfi acquiert le fonds de commerce et des actifs d'Ares en France et des titres Ares Luxembourg pour 2,9 millions d'euros (attribué par le tribunal de commerce d’Évry).
En 2012, Gfi acquiert deux éditeurs de logiciels : Géosphère (logiciel de SIG) et JVS-Adix (logiciel de gestion financière pour établissements publics). Il acquiert également l'unité Business Solutions de Thales (renommée en Gfi-BUS) et prend le contrôle de Cognitis (SSII intervenant principalement pour le secteur financier (Banque Finance Assurances). En 2012, Gfi cède des activités canadiennes (Gfi Solutions et ses filiales). En décembre 2012, Gfi devient le principal sponsor du Paris Saint-Germain Handball, acheté 6 mois plus tôt par Qatar Investment Authority. Ce sont d'ailleurs ces derniers qui approchent Gfi.
En 2013, Gfi et Orange Business Services concluent un accord structurant dans l’externalisation des systèmes d’information et l’adoption du cloud computing par les entreprises.
En 2013, Gfi acquiert Addstones Consulting, une SSII intervenant pour le secteur financier (Banque de Financement et d'Investissement).
En 2014, Gfi et RealDolmen concluent un accord pour le rachat intégral des actions de la société Airial Conseil basée à Lille et à Paris. En 2014, Gfi Informatique rachète ITN, éditeur français spécialisé dans les solutions de gestion couvrant les domaines de l'IARD (incendie, accidents et risques divers), de la santé, de l'assurance Vie, de la prévoyance et de l'épargne via progiciel d'assurance CLEVA.
Le 23 novembre 2015, Gfi Informatique présente un projet amical de prise de participation majoritaire de Mannai Corporation, un fonds d'investissement qatari. Le 16 juin 2016, Mannai détient plus de 95 % du capital.
Le 23 mars 2017, Gfi a signé une convention avec le ministère des Technologies de l'information et des Communications en Tunisie. La société aura désormais une présence en Tunisie grâce à un accord signé dans le cadre du projet Tunisie 2020. Le ministre tunisien a précisé que l’engagement initial de Gfi en Tunisie sera de créer 200 postes d’emploi.
En février 2018, Gfi a racheté l'ESN Tunisien Cynapsis qui change de nom en février 2019 pour devenir Gfi Tunisie.
En novembre 2018 intervient le retrait obligatoire des titres de la société.
Le 27 novembre 2019, le groupe El Corte Inglés vend sa division informatique IECISA comptant 2000 employés en Espagne mais aussi en Amérique centrale et du Sud à GFI pour plus de 300 millions d'euros annexant à IECISA, sa filiale GFI espagnole, avec un chiffre d'affaires six fois moins élevé et quasiment inexistant en Amérique.
Le 5 décembre 2019, GFI annonce à Yaoundé avoir acheté la société camerounaise Bridgeo spécialisée dans l'implémentation de solutions SAGE en Afrique centrale.
Depuis 2019, l'entreprise n'est plus cotée à la Bourse de Paris. 

## Changement de nom et réorganisation
Le 1er octobre 2020, le groupe GFI change d'identité et devient Inetum.
En janvier 2025, Inetum procède à une réorganisation en se séparant de sa branche en charge des logiciels, Inetum Software, pour en faire une entité indépendante nommée Nexpublica. Cette scission, effective depuis le 21 janvier 2025, a été motivée par le souhait de recentrer l'activité de l'entreprise sur le secteur public. L'entreprise avait été fondée en 1963 par la Caisse des Dépôts pour développer des logiciels destinés aux collectivités territoriales. Les deux societès restent sous le contrôle du fonds d'investissement Bain Capital, qui a acquis Inetum en 2022. En 2024, Inetum Software emploie environ 1 200 collaborateurs répartis sur 10 sites en France et dispose également de bureaux à l'international,.

## Acquisition, alliances et ventes
| Date | Action      | Entreprise                           | Repreneur                          | Pays      |
| ---- | ----------- | ------------------------------------ | ---------------------------------- | --------- |
| 2010 | Vente       | Gfi Informatique et ses filiales     | Vision IT Group                    | Allemagne |
| 2010 | Vente       | Gfi Italie                           | Solgenia Group (www.solgenia.com), | Italie    |
| 2010 | Vente       | Gfi Monétique (Gfi Monetic)          | GALITT.                            | France    |
| 2012 | Vente       | Gfi Solutions et ses filiales        |                                    | Canada    |
| 2014 | Acquisition | Airial                               |                                    | France    |
| 2016 | Acquisition | Impaq                                | -                                  | Pologne   |
| 2016 | Acquisition | Efron                                |                                    | Espagne   |
| 2016 | Acquisition | Roff                                 | -                                  | Portugal  |
| 2016 | Acquisition | Metaware                             |                                    | France    |
| 2017 | Acquisition | Gesfor                               | -                                  | Mexique   |
| 2018 | Acquisition | Realdolmen                           | -                                  | Belgique  |
| 2018 | Acquisition | Cynapsis                             | -                                  | Tunisie   |
| 2018 | Acquisition | Vauban                               | -                                  | Roumanie  |
| 2019 | Acquisition | SIS                                  | -                                  | France    |
| 2019 | Acquisition | Capital Consulting                   | -                                  | Maroc     |
| 2019 | Acquisition | Hundred                              | -                                  | Pérou     |
| 2019 | Acquisition | Archos Technology                    | -                                  | Maroc     |
| 2020 | Acquisition | i2S                                  | -                                  | Portugal  |
| 2020 | Acquisition | Bridgeo                              | -                                  | Cameroun  |
| 2020 | Acquisition | IECISA (Informática El Corte Inglés) | -                                  | Espagne   |
| 2021 | Acquisition | Ilex International                   | -                                  | France    |
| 2021 | Acquisition | Projixi Europe                       | -                                  | France    |
| 2021 | Acquisition | HLI Consulting Tunisie               | -                                  | Tunisie   |
| 2022 | Acquisition | Editinfo-IT                          | -                                  | Maroc     |
| 2022 | Acquisition | JCommerce                            | -                                  | Pologne   |
| 2022 | Acquisition | Do IT Wise                           | -                                  | Bulgarie  |

## Activités

### Métiers
En 2016 : prestations d'ingénierie (57 % du chiffre d’affaires), infogérance (21 %), logiciels (15 %), et conseil (7 %).

### Édition de logiciels
8e éditeur français de logiciel, selon le classement Truffle100 de 2019 avec un effectif de 502 employés R&D et un chiffre d'affaires de 181 millions d'euros.
11e éditeur français de logiciel, selon le classement Truffle100 de 2018.

## Données financières
| Années                                            | 2006 | 2007 | 2008 | 2009  | 2010  | 2011  | 2012  | 2013  | 2014  | 2015  | 2016   | 2017   | 2018   | 2019   | 2020   | 2021  |
| ------------------------------------------------- | ---- | ---- | ---- | ----- | ----- | ----- | ----- | ----- | ----- | ----- | ------ | ------ | ------ | ------ | ------ | ----- |
| Effectif                                          |      |      |      |       |       | 8 697 | 9 809 | 10037 | 10858 | 11778 | 14100  | 14800  | 19000  | 20000  | 27000  | 27000 |
| Chiffre d'affaires (en millions d'euros)          | 633  | 688  | 768  | 663,6 | 657,9 | 618,1 | 667,3 | 742,7 | 804,0 | 894,0 | 1015,4 | 1131,9 | 1394,6 | 1595,3 | 1965,9 | 2219  |
| Résultat Net part du groupe (en millions d'euros) |      |      |      |       |       | 10,53 | 11,60 | 13,52 | 19,98 | 22,00 | 32,10  | 37,30  | 39,80  | 43,50  | 21,2   | 64,4  |
| Participation annuelle par salarié (en €)         |      |      |      |       |       |       | 61,69 | 58,30 | 19,09 | 19,00 | 19,79  | 26,05  |        |        |        |       |

## Actionnariat
L'entreprise est détenue par la société d'investissement américaine Bain Capital Private Equity, elle était précédemment la propriété du consortium qatari Mannai Corporation de 2015 à 2022.
En novembre 2015, le consortium qatari Mannai Corporation avait racheté 51 % du capital d'Inetum, indiquant souhaiter devenir un actionnaire de long terme et participer à l'expansion à l'international du groupe.
L'action Gfi est retirée de la cote depuis la fin de l'année 2018 à la suite d'une offre publique de retrait.
En juillet 2022, Inetum annonce la cession de la totalité de la participation de Mannai Corporation QPSC dans Inetum S.A. à Bain Capital Private Equity.

## Composition
Mai 2009 : Jacques Tordjman président-directeur général historique de Gfi, quitte le groupe. Le président-directeur général du groupe Gfi Informatique est Vincent Rouaix.
En 2019, Gfi est présent dans 21 pays. En dehors de la France, son pays d'origine, le groupe Gfi est présent en Europe dans des pays comme l'Espagne, le Portugal, la Belgique, le Luxembourg il est aussi présent, au Maroc et en Suisse. Un accord a été signé le 23 mars 2017 pour s'installer en Tunisie.

## Condamnations judiciaires
En 2007, l'Autorité des marchés financiers (AMF) a condamné Jacques Tordjman (PDG) et les membres de son directoire pour des délits d'initié commis en 2004 et 2005. Le PDG est condamné à une amende de 400 000 euros. Michel Beilin, Pierre Chiarelli et Yves Roy, directeurs généraux délégués de Gfi Informatique, sont condamnés à des amendes de 300 000, 100 000 et 50 000 euros respectivement et pour la même raison.

## Historique de la marque et du logo
Gfi signifie « Groupe Français d'Informatique ».
Au 1er octobre 2020, Gfi change de nom et devient « Inetum », une référence au mot latin incrementum signifiant croissant.

Marques et logos
Logo de GFI Informatique avant 2011 (première version).
Logo de GFI Informatique avant 2011 (seconde version).
Logo de Gfi Informatique (2011-2020).
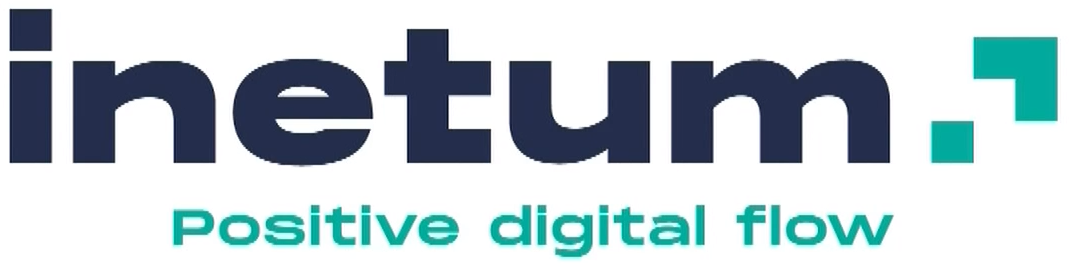
Logo d'Inetum (2020-2024).
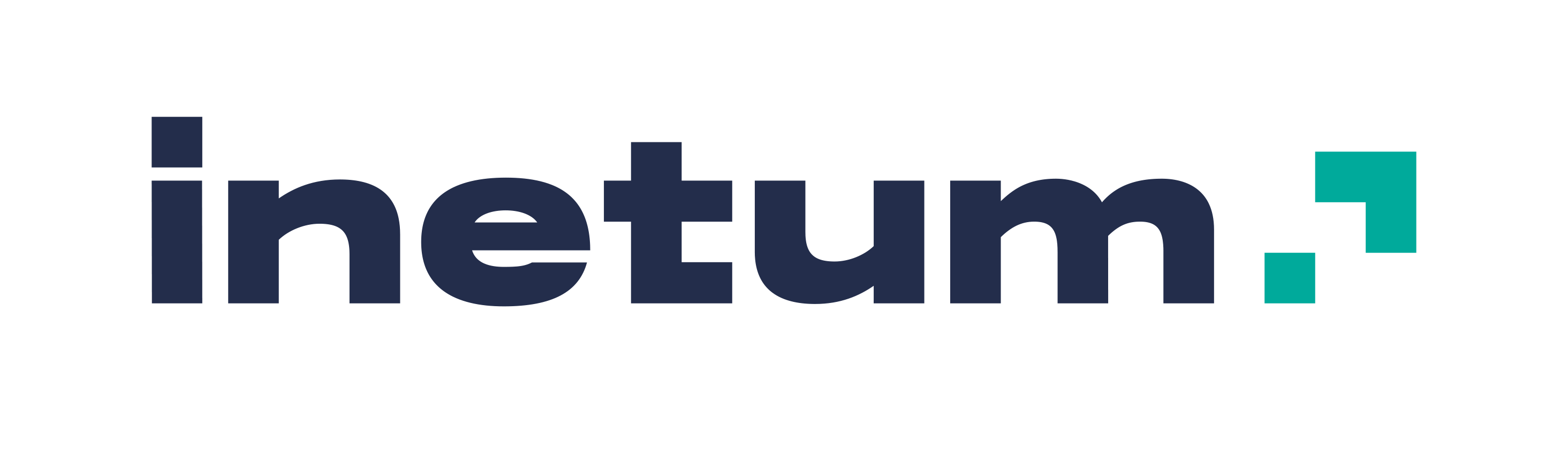
Logo d'Inetum (2024-actuel).